# Вакцинація проти COVID-19 у Казахстані
Вакцинація проти COVID-19 у Казахстані — це кампанія масової імунізації населення Казахстану проти COVID-19 під час пандемії коронавірусної хвороби.

## Історія та хронологія
Після початку спалаху COVID-19 у Казахстані генеральний директор Національного центру біотехнології Ерлан Раманкулов у квітні 2020 року оголосив про початок розробки вакцини проти COVID-19, визнаючи, що клінічні дослідження зазвичай займають до 10 років, і що вони повинні верифіковуватися. Клінічні дослідження будуть прискореними через напружену ситуацію в країні, що призведе до того, що вакцина проти коронавірусу буде виготовлятися швидше, ніж зазвичай, і прогнозується, що вона буде доступна для населення протягом наступних півтора року.
У травні 2020 року міністерство освіти і науки Казахстану повідомило, що почалися доклінічні випробування вакцини проти COVID-19, яку розробили співробітники НДІ проблем біологічної безпеки Комітету науки при міністерстві освіти і науки за штамом коронавірусу, виділеного від хворих, і що Всесвітня організація охорони здоров'я зареєструвала розробку вакцини. На засіданні Кабінету міністрів міністр освіти і науки Ашат Аймагамбетов оголосив, що розробляються 5 вакцин проти COVID-19, і що доклінічні дослідження будуть проводитися на тваринах до вересня 2020 року, після чого почнуться клінічні дослідження на людях.
Казахстан розробив власну вакцину від COVID-19 QazCovid-in, створену в Науково-дослідному інституті проблем біологічної безпеки. 7 квітня 2021 року міністр охорони здоров'я Олексій Цой повідомив, що уряд Казахстану запросив 4 мільйони доз російської вакцини «Спутник V» на додаток до 2 мільйонів доз, які вже були отримані раніше у 2021 році, у рамках поточної програми вакцинації разом із «QazCovid-in».
У жовтні 2021 року на міжнародній виставці «Kazagro/Kazfarm-2021» була представлена перша казахстанська вакцина для захисту котів від COVID-19 «NARUVAX-C19».

### Застосування вакцин
| Вакцина        | Схвалення | Застосування |
| -------------- | --------- | ------------ |
| Спутник V      | Так       | Так          |
| QazCovid-in    | Так       | Так          |
| Sinopharm BIBP | Так       | Так          |
| Sinovac        | Так       | Так          |
| Спутник Лайт   | Так       | Ні           |
| «QazCoVac-P»   | Ні        | Ні           |

### Рівень вакцинації за регіонами
| Регіон                        | Щеплене населення (на 29 липня 2022) | Щеплене населення (на 29 липня 2022) | Щеплене населення (на 29 липня 2022) | Щеплене населення (на 29 липня 2022) | Щеплене населення (на 29 липня 2022) | Щеплене населення (на 29 липня 2022) |
| Регіон                        | Сума                                 | Сума                                 | Сума                                 | Відсоток                             | Відсоток                             | Відсоток                             |
| Регіон                        | 1-ша доза                            | 2-га доза                            | Бустерна доза                        | 1-ша доза                            | 2-га доза                            | Бустерна доза                        |
| ----------------------------- | ------------------------------------ | ------------------------------------ | ------------------------------------ | ------------------------------------ | ------------------------------------ | ------------------------------------ |
| Акмолинська область           | 376526                               | 363785                               |                                      | 51,3 %                               | 49,6 %                               |                                      |
| Актюбінська область           | 442646                               | 435541                               | 48,%                                 | 47,8 %                               |                                      |                                      |
| Алматинська область           | 1183805                              | 1130834                              | 55,9 %                               | 53,4 %                               |                                      |                                      |
| Атирауська область            | 292152                               | 276467                               | 43,4 %                               | 41,1 %                               |                                      |                                      |
| Східноказахстанська область   | 1032215                              | 1025710                              | 76,2 %                               | 75,7 %                               |                                      |                                      |
| Жамбильська область           | 772156                               | 762453                               | 67,0 %                               | 66,1 %                               |                                      |                                      |
| Карагандинська область        | 726370                               | 678609                               | 53,0 %                               | 49,5 %                               |                                      |                                      |
| Костанайська область          | 380772                               | 367483                               | 44,5 %                               | 42,9 %                               |                                      |                                      |
| Кизилординська область        | 516071                               | 510599                               | 62,0 %                               | 61,4 %                               |                                      |                                      |
| Мангистауська область         | 279861                               | 272261                               | 37,3 %                               | 36,3 %                               |                                      |                                      |
| Павлодарська область          | 385060                               | 375954                               | 51,6 %                               | 50,4 %                               |                                      |                                      |
| Північноказахстанська область | 342656                               | 338133                               | 64,1 %                               | 63,3 %                               |                                      |                                      |
| Туркестанська область         | 1294982                              | 1290145                              | 62,0 %                               | 61,8 %                               |                                      |                                      |
| Західноказахстанська область  | 297268                               | 287561                               | 44,5 %                               | 43,1 %                               |                                      |                                      |
| Алмати                        | 1211479                              | 1186646                              | 59,1 %                               | 57,9 %                               |                                      |                                      |
| Астана                        | 542653                               | 516130                               | 43,0 %                               | 40,9 %                               |                                      |                                      |
| Шимкент                       | 707126                               | 696298                               | 62,9 %                               | 61,9 %                               |                                      |                                      |
| Казахстан                     | 10783798                             | 10514609                             | 5012630                              | 57,5 %                               | 56,1 %                               | 26,7 %                               |
| Загальна кількість:           | 26311037                             | 26311037                             | 26311037                             |                                      |                                      |                                      |